# 平野智子
平野 智子（ひらの ともこ、1979年5月14日 - ）は、日本の演出家、音響監督。神奈川県出身。テアトル・エコー所属。

## 人物
東京学芸大学附属世田谷中学校・東京学芸大学附属高等学校を経て、1998年、津田塾大学に入学。同大学在学中、巴プロデュースを立ち上げ演劇活動を行う。また、同時期に一橋大学を拠点とする演劇サークル、劇団コギトでも演出を経験。
2002年1月テアトル・エコーへ入団し、「マグノリアの花たち」で演出家デビュー。2008年よりスタジオ・エコーにて音響監督も務める。

## 主な作品（舞台）
2002年
- 東宝「チャーリー・ガール」帝国劇場 装置助手

2003年
- 44produce unit「フツーの生活」紀伊国屋ホール 演出助手

2005年
- 「マグノリアの花たち」恵比寿・エコー劇場 演出

2006年
- 第2回ギィ・フォワシィ・コンクール参加作品「関節炎」演出（テアトル・エコー現代フランス演劇同好会のユニット名で最優秀賞受賞）

2007年
- 第4期研修生卒業公演「リリオム」恵比寿・エコー劇場 演出
- 「エリック&ノーマン」恵比寿・エコー劇場 演出
- 「相寄る魂」/「関節炎」エコー5階稽古場 演出
- あうるすぽっとコケラ落し公演「ハロルド&モード」あうるすぽっと 演出助手

2008年
- 「エリック&ノーマン（再演）」俳優座劇場 演出
- 「トムとディックとハリー」恵比寿・エコー劇場 演出

2009年
- キラリ☆ふじみで創る芝居「グランド・フィナーレ」キラリ☆ふじみ 演出助手

2010年
- 「時苦想パズル」恵比寿・エコー劇場 演出助手
- 「エリック&ノーマン（再々演）」全国演劇鑑賞会 演出
- 44produce unit
  - 「フツーの生活　沖縄編」紀伊国屋ホール 演出助手
  - 「フツーの生活　長崎編」紀伊国屋サザンシアター 演出助手
  - 「フツーの生活　宮崎編」紀伊国屋サザンシアター 演出助手
- 劇団大樹「マダムグラッセの家」てあとる・らぽう 演出

2011年
- 劇団椿組「けもの撃ち」花園神社特設ステージ　演出助手

2012年
- soorasia「あそぶんがく シエ」絵空箱 演出
- 巴プロデュース「マペットのクリスマスキャロル」てあとる・らぽう 演出

2013年
- 「うちに来るって本気ですか？」恵比寿・エコー劇場 制作/演出

2014年
- 「おかしな二人～女性版～」恵比寿・エコー劇場 演出
- 「岸田國士を読む。夏」南青山マンダラ 演出
- 笹塚放課後クラブ「押し入れのちよ」絵空箱 演出

2015年
- 劇団椿組「贋作・幕末太陽傳」花園神社特設ステージ 演出助手
- 「岸田國士を読む。夏～マペット國士の物語～」南青山マンダラ 演出

2016年
- タイプス・プロデュース「12人の怒れる男」座・高円寺２ 演出
- 月刊ギィ・フォワシイ「しずく」南青山マンダラ 演出

2017年
- 「岸田國士を読む。冬　～ここに弟あり・喧嘩上手～」南青山マンダラ 演出

2018年
- 「岸田國士を読む。冬　～ここに弟あり・喧嘩上手～」再演　南青山マンダラ 演出

2019年
- 「IS HE DEAD?」恵比寿・エコー劇場 演出

- 劇団飛行船「アラジン」全国公演　音響演出
- 劇団椿組「芙蓉咲く路地のサーガ」花園神社特設ステージ 演出助手

2020年
- 劇団飛行船「くまのがっこう」全国公演　音響演出

2021年
- J-Theater「宮沢賢治の世界〜星の彼方　大地の果てに〜」恵比寿・エコー劇場 演出
- 「DANCE WITH OZ」恵比寿・エコー劇場 プロデュース

2023年
- 東宝「ファースト・デート」シアタークリエ　マペット提供

2024年
- 「狐・ゆうれい貸屋（原作：山本周五郎）」南青山マンダラ 演出

## 演出作品（日本語吹き替え版）
ディズニー・チャンネル
- 「しゅつどう！パジャマスク」
- 「パグ・パグ・アドベンチャー」
- 「ウィスカー・ヘイヴン～ロイヤルペットものがたり～」
- 「ブンブン・タカコとブーブー・ヒューバート」
- 「チクタク・タウン」
- 「すすめ！オクトノーツ」
- 「ジャングル・ジャンクション」
- 「オリビア」
- 「きんきゅうしゅつどう隊OSO」
- 「しろくまのクロード」
- 「ぞうのババール～バドゥのだいぼうけん」
- 「ムークのせかいりょこう」
- 「ママ・ミラベルのムービータイム」
- 「ニーナがまんできない！」
- 「ピートのスポーツあれこれ」

ディズカバリー・チャンネル
- 「潜入！ポーランド航空」第2シリーズ〜
- 「舞台裏のスーパーテクノロジー」
- 「アメリカ犯罪事件簿」

アニマル・プラネット
- 「アラスカ動物病院24時」
- 「動物たちが見た怪奇現象」

NHK
- 「BS世界のドキュメンタリー」
- Ｅテレ「ドキュランドへようこそ！」

BS朝日
- 「BBC 地球伝説」

D Life
- 「子育てリアリティ　出張しつけ相談」
- 「ディズニー映画の名曲を作った兄弟：シャーマン・ブラザーズ」
- 「カリフォルニア ディズニーランド・リゾート60周年特別番組」

Netflix
- 「バービー ドリームハウス・アドベンチャーズ」
- 長編「バービー　プリンセス・パワー」
- 長編「バービービッグシティビッグドリーム」
- 長編「バービーマーメイドパワー」
- 「Barbie: It Takes Two」
- 長編「Barbie: Epic Road Trip」
- 「イジーとコアラの世界」
- 「キーパーズ」
- 「わたしたち、ララ・ループシー」
- 「エバー・アフター・ハイ」　第４シリーズ～
- 長編「モンスター・ハイ　よーい！カメラ！アクション」
- 長編「モンスター・ハイ　サーティーン・ウィッシーズ」
- 長編「モンスター・ハイ　グールズ・ルール」
- 「オクトノーツと地上のミッション」

U-NEXT
- 「セサミストリート」:YouTubeでも配信中